# Dussartiella madegassa
Dussartiella madegassa is een vlokreeftensoort uit de familie van de Dussartiellidae. De wetenschappelijke naam van de soort is voor het eerst geldig gepubliceerd in 1979 door Ruffo.